# Aeroportul David Wayne Hooks Memorial
Aeroportul David Wayne Hooks Memorial (IATA: DWH, ICAO: KDWH, FAA LID: DWH) este un aeroport din Texas, Statele Unite ale Americii ce deservește zona Houston. Aeroportul a fost tranzitat în 2019 de 342 de pasageri.
Situat la o altitudine de 46 m, aeroportul dispune de 2 piste.

## Infrastructură

### Piste
Aeroportul dispune de 2 piste. Pista 17L/35R are suprafața de asfalt și dimensiunile 3.987 picioare × 35 picioare. Pista 17R/35L are suprafața de asfalt și dimensiunile 7.009 picioare × 100 picioare. 